# Laëtitia Rouxel
Laëtitia Rouxel, née le 10 mai 1979 à Saint-Malo, est une illustratrice et auteure de bande dessinée française.

## Biographie
Laëtitia Rouxel étudie la communication puis les beaux-arts pendant quatre ans à Angoulême.
Elle est installée dans la baie du Mont Saint-Michel en France. Autrice engagée, elle réalise ses carnets, BD, illustrations uniquement avec des logiciels libres.
Elle est illustratrice du spectacle adapté du livre Femmes de Plogoff, relatant la mobilisation anti-nucléaire de Plogoff dans les années 1980.
En 2017, elle réalise avec le scénariste Roland Michon Des graines sous la neige, biographie en bande dessinée de la communarde et féministe Nathalie Lemel. Cet album reçoit en décembre le prix de la « BD embarquée » du festival de Brest,.

## Publications
- Pépille, Pour une sylvilisation de l'abondance, Actes Sud BD, 2023  (ISBN 9782330184278)[6]
- Jacques Caplat et Laetitia Rouxel, Deux mains dans la terre, Actes Sud BD, 2021 (ISBN 9782330157395).

- Esther Volauvent (dessin), avec Élisabeth Troestler (texte), Éditions de L'Œuf, 2017  (ISBN 9782913308558). Livre jeunesse.
- Des graines sous la neige (dessin), avec Roland Michon (texte), Locus Solus, 2017  (ISBN 9782368331521). Biographie en bande dessinée de Nathalie Lemel[7], préface de Claudine Rey, postface de Nathalie Boutefeu.
- Terre émergée : Striptyque, Éditions de L'Œuf, 2015  (ISBN 9782913308497). Boîte contenant 36 dessins à assembler pour former un récit.
- Un quart né, Jarjille Éditions, 2014  (ISBN 9782918658412)[8].
- L'Homme semence, co-édition Parole et L’Œuf, 2013  (ISBN 978-2-917141-57-1)[9],[10].
- Mon île, Jarjille Éditions, 2012  (ISBN 9782918658306).
- Le Modèle, Des ronds dans l'O, 2011  (ISBN 9782917237229).
- Courage, fuyons, Éditions de L'Œuf, 2009  (ISBN 9782913308367).

## Récompenses
- 2017 : prix de la BD embarquée au festival Brest en Bulle[11].